# Historia Pomorza

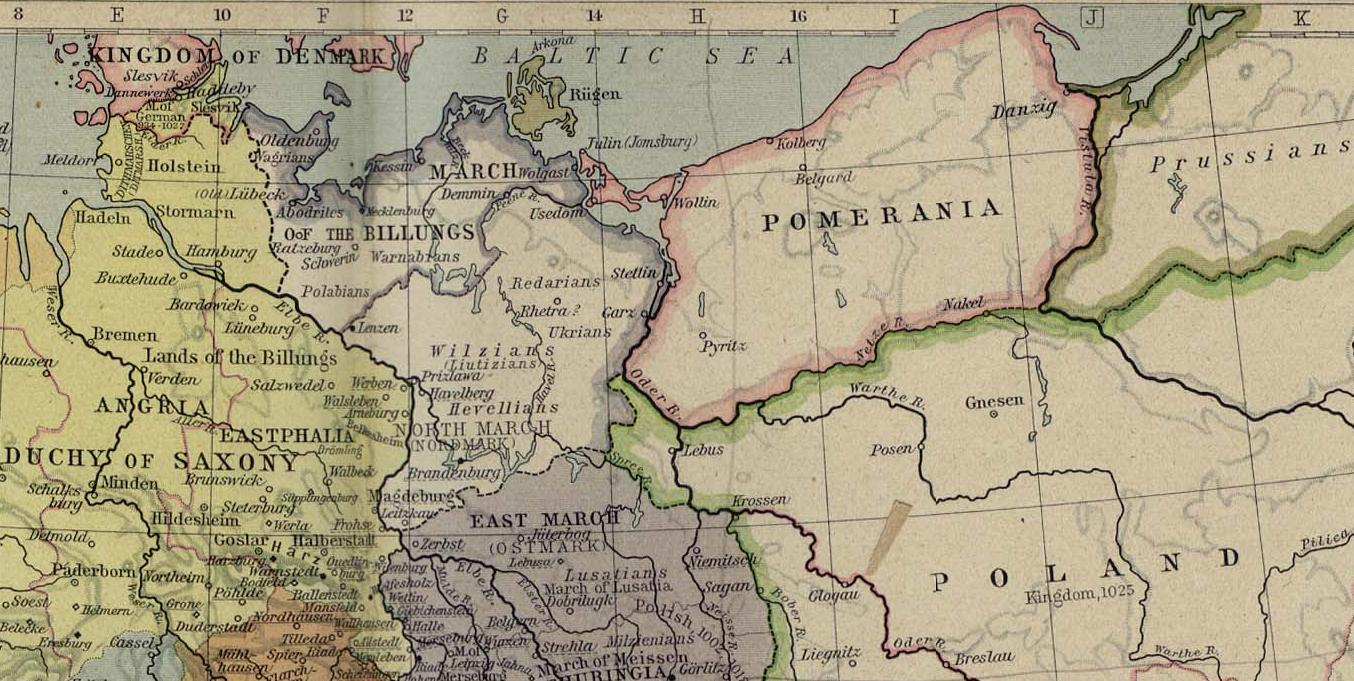
Pomorze w latach 919-1125

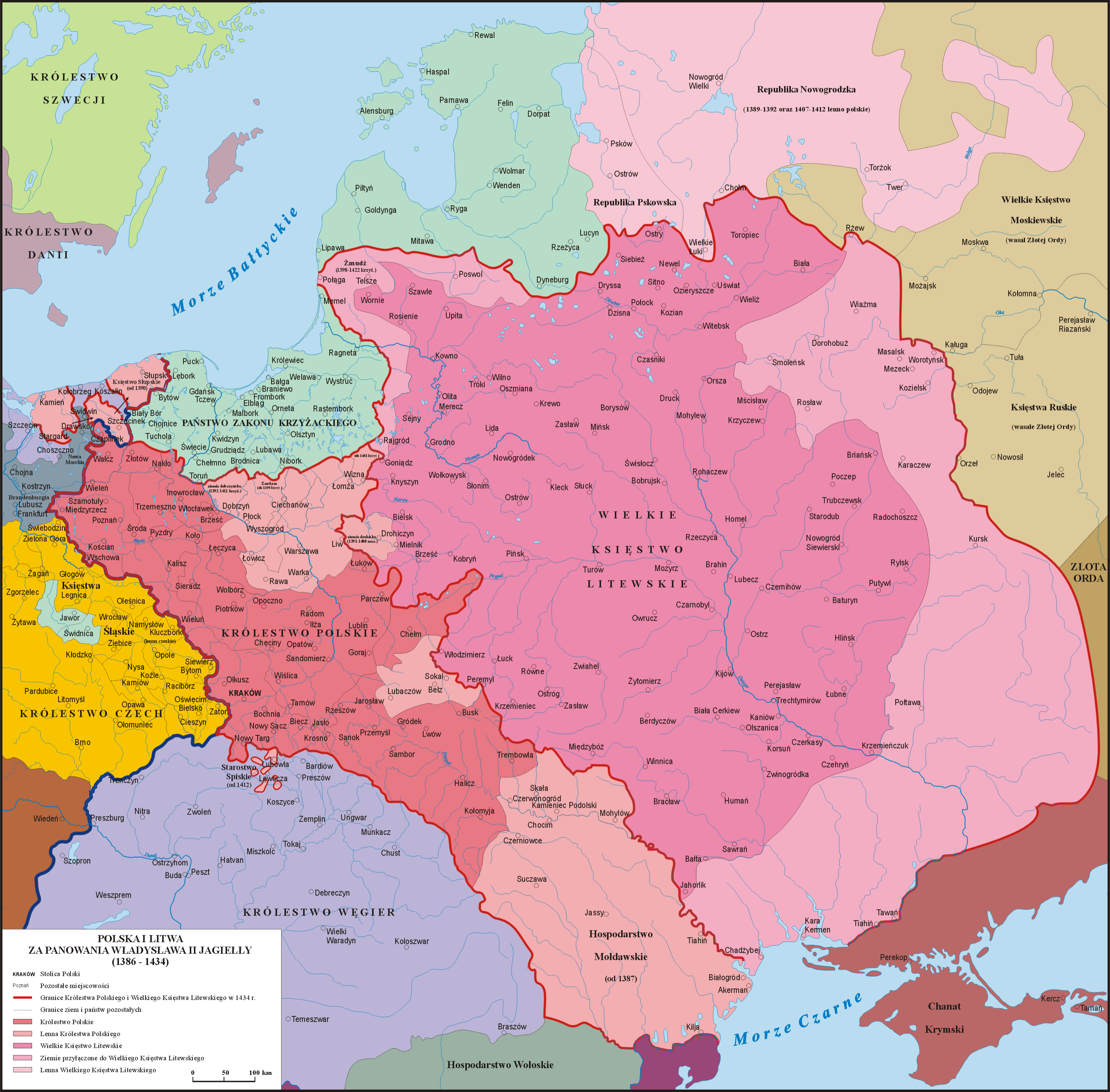
Księstwo słupskie było lennem Korony Królestwa Polskiego w latach 1390-1446 i 1466-1474, mapa przedstawia księstwo w czasie panowania Władysława Jagiełły

W średniowieczu region Pomorza zamieszkiwany był przez słowiańskie plemiona: Pomorzan (Kaszubów) w części przedodrzańskiej oraz Połabian (Ranów, Wieletów, Obodrzyców i innych) w części zaodrzańskiej. Główne ośrodki znajdowały się w (licząc od wschodu) Gdańsku, Kołobrzegu, Wolinie (potem Szczecinie), Arkonie.

## Historia
- Historia Pomorza Przedniego
- Historia Pomorza Zachodniego
- Historia Pomorza Wschodniego (Gdańskiego)

Ziemie między ujściami Wisły i Odry podbite zostały przez władców polskich, jednak przy każdym osłabieniu władzy centralnej górę brały dążenia do odzyskania niezależności. Pierwszy swoją władzę nad całym Pomorzem między Wisłą a Odrą rozciągnął najprawdopodobniej Mieszko I, włączają je do swojego państwa. Ponownego podboju dokonywali Kazimierz Odnowiciel oraz Bolesław Krzywousty. W wyniku naporu Sasów do XIII wieku całe Pomorze zaodrzańskie znalazło się w granicach Cesarstwa.
W czasie rozbicia dzielnicowego Pomorze przedodrzańskie praktycznie uniezależniło się od Korony pod rządami rodu Gryfitów. Księstwa Gryfitów, choć sięgnęły po część ziem zaodrzańskich, same podatne były na rozbicie i w 1181 roku popadły w silną zależność lenną od Cesarstwa. Bliższe związki z Krakowem wykazywało Pomorze Gdańskie, które po rządach lokalnej dynastii wróciło pod władzę Łokietka, aby niemal natychmiast w 1308 roku zostać zdobyte przez Krzyżaków (rzeź Gdańska).
Pod koniec swego życia nieudaną próbę ponownego związania Pomorza Zachodniego z Koroną podjął Kazimierz III Wielki, pragnąc uczynić swym dziedzicem wnuka, Kaźka, księcia słupskiego. Po drugim pokoju toruńskim w 1466 roku Pomorze Gdańskie wróciło pod władzę króla Polski jako część składowa Prus Królewskich.

Herb księstwa pomorskiego, ustanowiony przez Bogusława X

W 1637 wymarła dynastia Gryfitów. W 1648 w wyniku pokoju westfalskiego zachodnia część księstwa pomorskiego z Rugią i ujściem Odry przypadła Szwecji, a wschodnia elektoratowi Brandenburgii. Posiadłości szwedzkie z czasem coraz bardziej przechodziły na rzecz przeradzającej się w Prusy Brandenburgii. W 1720 roku Szczecin przeszedł pod władanie Prus, stając się stolicą prowincji Pommern. W 1772, w efekcie I rozbioru Rzeczypospolitej, w granicach Prus znalazło się polskie dotąd Pomorze Gdańskie (z wyjątkiem Gdańska). Prusy objęły całe Pomorze Zachodnie w wyniku kongresu wiedeńskiego w 1815 przejmując ostatnią jego część należącą do Szwecji (Wolgast, Greifswald, Stralsund i Rugię).
Po reformie administracyjnej z 1818 roku Pomorze Wschodnie wchodziło w skład prowincji Westpreussen (Prusy Zachodnie), dzielącą się na rejencję gdańską i kwidzyńską. Pomorze Zachodnie tworzyło prowincję Pommern, w skład której wchodziły rejencje szczecińska, stralsundzka i koszalińska. Pomorze zostało podzielone między Polskę i Niemcy w okresie międzywojennym (część polska to głównie ówczesne województwo pomorskie). Istniało również Wolne Miasto Gdańsk. W 1932 roku rejencja stralsundzka została włączona do rejencji szczecińskiej, natomiast w 1938 roku powstała na południu Pomorza Zachodniego nowa rejencja pilska, po likwidacji Marchii Pogranicznej. W wyniku zakończenia II wojny światowej wschodnia część Pomorza Zachodniego przypadła Polsce, a jej ludność została wysiedlona. Zachodnia część Pomorza Zachodniego (Pomorze Przednie i skrawki Pomorza Szczecińskiego) znalazły się w granicach radzieckiej strefy okupacyjnej, a następnie NRD. Obecnie wraz z Meklemburgią stanowi kraj związkowy Meklemburgia-Pomorze Przednie.